# Anthony Lemke
Roger Anthony Lemke es un actor canadiense.

## Biografía
Se graduó del McGill University en Montreal, Quebec con títulos tanto en derecho civil como en ley común.
Es amigo del actor Danny Blanco-Hall.
Anthony está casado con Maria Gacesa y tiene tres hijos: Maggie, Lara y Dane Ahren Lemke.

## Carrera
En el 2000 interpretó al director legislativo Robert en un episodio de la serie D.C.
Ese mismo año se unió al elenco principal de la serie Queen of Swords donde dio vida al capitán Marcus Grisham, hasta el final de la serie en el 2001.
En el 2001 apareció en la serie RoboCop: Prime Directives donde interpretó al OCP ejecutivo James Murphy.
Ese mismo año apareció en la serie Andrómeda donde dio vida a Leydon Bryce-Hawkins, un aparente experto ladrón reformado que es el jefe de seguridad del Doge Miskich.
En el 2006 interpretó al entrenador Daniel Brock en la serie 15/Love.
En el 2009 apareció como personaje recurrente en la primera temporada de la serie The Listener donde interpretó al detective sargento Brian Becker. Anthony regresó a la serie en la quinta temporada donde interpreta nuevamente a Brian, hasta ahora.
En el 2011 se unió al elenco recurrente de la tercera temporada de la serie Blue Mountain State donde interpretó al entrenador Marcus Gilday, el coordinador de la ofensiva.
Ese mismo año apareció en la serie Lost Girl donde interpretó a Ryan Lambert, un Fae obscuro conocido por hacer travesuras, hasta el 2012.
En el 2013 apareció como invitado en la primera temporada de la serie Witches of East End donde interpretó al abogado y hechicero Harrison Welles, un amigo de Joanna Beauchamp (Julia Ormond).

## Filmografía

### Series de televisión
| Año         | Título                                   | Personaje                    | Notas                                   |
| ----------- | ---------------------------------------- | ---------------------------- | --------------------------------------- |
| 2017        | Private Eyes                             | Jack Sugar                   | episodio "Boardwalk Empire"             |
| 2017        | Real Detective                           | Larry Woebbeking             | episodio "Every Rose Has a Thorn"       |
| 2017        | The Kennedys After Camelot               | Joe Gargan                   |                                         |
| 2016        | Slasher                                  | Abogado                      | episodio "Soon Your Own Eyes Will See"  |
| 2015 - 2017 | Dark Matter                              | Three / otro Boone / Marcus  | 39 episodios                            |
| 2015 - 2016 | Good Witch                               | Ryan Elliott                 | 10 episodios                            |
| 2014 - 2015 | 19-2                                     | Dan Malloy                   | 7 episodios                             |
| 2013 - 2014 | Mémoires vives                           | Richard                      | 5 episodios                             |
| 2009 - 2014 | The Listener                             | Det. Sgt. Brian Becker       | 22 episodios                            |
| 2014        | Nouvelle Adresse                         | Tom Severson                 | 3 episodios                             |
| 2013        | Witches of East End                      | Harrison Welles              | 3 episodios                             |
| 2011 - 2012 | Lost Girl                                | Ryan Lambert                 | 3 episodios                             |
| 2012        | Trauma                                   | -                            | episodio "Humains et machines"          |
| 2011        | Blue Mountain State                      | Marcus Gilday                | 6 episodios                             |
| 2011        | Mirador                                  | Peter Garrett                | 4 episodios                             |
| 2011        | Flashpoint                               | Tim Engels                   | episodio "Wild Card"                    |
| 2011        | Warehouse 13                             | Michael Martin               | episodio "Queen for a Day"              |
| 2011        | XIII: The Series                         | Markle                       | episodio "Costa Verde"                  |
| 2011        | 30 Vies                                  | Marc Turpin                  | 4 episodios                             |
| 2009        | The Phantom                              | Det. Clark Ellis             | 2 episodios - miniserie                 |
| 2009 - 2014 | Murdoch Mysteries                        | Padre Clements / Henry Bixby | 3 episodios                             |
| 2009        | The Last Templar                         | Clive Edmonston              | miniserie                               |
| 2008 - 2009 | Les hauts et les bas de Sophie Paquin    | David Rothstein              | 16 episodios                            |
| 2007        | Heartland                                | Carl                         | episodio "One Trick Pony"               |
| 2006 - 2007 | Rumours                                  | Charles Jefferson            | 7 episodios                             |
| 2006        | 15/Love                                  | Daniel Brock                 | 9 episodios                             |
| 2003        | Doc                                      | Richard Black                | 4 episodios                             |
| 2002        | Tom Stone                                | Luis Arramendia              | episodio "The Last Go Round"            |
| 2001        | Earth: Final Conflict                    | Gren                         | episodio "Entombed"                     |
| 2001        | Mutant X                                 | Charles Marlowe              | episodio "Meaning of Death"             |
| 2001        | Andromeda                                | Leydon Bryce-Hawkins         | episodio "A Heart for Falsehood Framed" |
| 2001        | Witchblade                               | Isaac Sullivan               | episodio "Diplopia"                     |
| 2000 - 2001 | Queen of Swords                          | Capt. Marcus Grisham         | 22 episodios                            |
| 2001        | RoboCop: Prime Directives                | James Murphy                 | 4 episodios                             |
| 2000        | The Famous Jett Jackson                  | Marco                        | episodio "Step Up"                      |
| 2000        | D.C.                                     | Director Robert              | episodio "Pilot"                        |
| 2000        | Relic Hunter                             | Brad                         | episodio "Affaire de Coeur"             |
| 2000        | Twice in a Lifetime                      | Dr. Hugh Janyk               | episodio "Old Flames"                   |
| 1999        | PSI Factor: Chronicles of the Paranormal | Marc Hagan                   | 3 episodios                             |
| 1997        | Fast Track                               | Willy Voss                   | episodio "The Race Fan"                 |
| 1997        | La Femme Nikita                          | Guardia                      | episodio "Gray"                         |

### Películas
| Año  | Título                                  | Personaje               | Notas                                                                                                   |
| ---- | --------------------------------------- | ----------------------- | --- |
| 2016 | The Night Before Halloween              | Detective Burke         | |
| 2015 | A Wish Come True                        | Reed                    | |
| 2014 | Bomb Girls - Facing the Enemy           | Philip Davis            | junto a Meg Tilly, Jodi Balfour, Charlotte Hegele, Anastasia Phillips, Michael Seater & Tahmoh Penikett |
| 2013 | Still Life: A Three Pines Mystery       | Insp. Jean-Guy Beauvoir | junto a Nathaniel Parker, Kate Hewlett, Gabriel Hogan, Mike McPhaden & Susanna Fournier                 |
| 2013 | White House Down                        | Capitán Hutton          | junto a Channing Tatum, Jamie Foxx, Maggie Gyllenhaal, Jason Clarke, Richard Jenkins & Lance Reddick    |
| 2013 | Exploding Sun                           | Craig Bakus             | junto a David James Elliott, Natalie Brown, Alex Weiner, Mylène Dinh-Robic & John Maclaren              |
| 2013 | Rouge Sang                              | El Vulgar               | junto a Isabelle Guérard, Lothaire Bluteau, Vincent Leclerc & Arthur Holden                             |
| 2011 | Down the Road Again                     | Matt Burns              | junto a Kathleen Robertson, Jayne Eastwood, Cayle Chernin & Tedde Moore                                 |
| 2011 | Faces in the Crowd                      | Bryce                   | junto a Milla Jovovich, Julian McMahon, Michael Shanks, Marianne Faithfull & Sarah Wayne Callies        |
| 2011 | Coteau Rouge                            | Jason Singleton         | junto a Paolo Noël, Gaston Lepage, Louise Laparé & Roy Dupuis                                           |
| 2011 | Who Is Simon Miller?                    | Jeffrey                 | junto a Robyn Lively, Loren Dean, Skyler Day, Drew Koles, Christine Baranski & Oluniké Adeliyi          |
| 2010 | Dead Lines                              | Adam Fyne               | junto a Jeri Ryan, Bruno Verdoni, Sean Tucker & Tiera Skovbye                                           |
| 2010 | You Lucky Dog                           | Don                     | junto a Natasha Henstridge, Harry Hamlin, Lawrence Dane, Geri Hall, Janaya Stephens & Alex Cardillo     |
| 2010 | The Cutting Edge: Fire & Ice            | James Agent             | junto a Francia Raisa, Brendan Fehr, Russell Yuen, Zhenhu Han, Stephen Amell & Dan Jeannotte            |
| 2010 | One Last Dance                          | Josh                    | corto - junto a Dorothée Berryman, Caroline Dhavernas, Danny Gilmore & Renée Girard                     |
| 2009 | Reverse Angle                           | Harry Griggs            | junto a Emmanuelle Vaugier, Alain Goulem & David Patrick Green                                          |
| 2000 | American Psycho                         | Marcus Halberstram      | junto a Christian Bale, Justin Theroux, Josh Lucas, Chloë Sevigny, Reese Witherspoon & Samantha Mathis  |
| 1999 | Ricky Nelson: Original Teen Idol        | David Nelson            | junto a Gregory Calpakis, Jamey Sheridan, Sara Botsford, Nicky Guadagni & Paulino Nunes                 |
| 1999 | Too Rich: The Secret Life of Doris Duke | Walker Inman            | junto a Lauren Bacall, Richard Chamberlain, Mare Winningham, Kathleen Quinlan & Joe Don Baker           |
| 1997 | Shake, Rattle and Roll                  | Oficial                 | corto - junto a Jeremy Rimmer, Kathryn Zenna, Marisa Zaza & Pearl Richman                               |

### Guionista & productor
| Año  | Título         | Notas                                |
| ---- | -------------- | ------------------------------------ |
| 2010 | One Last Dance | cortometraje - guionista & productor |